# دوبال‌میوه زیبا
دوبال‌میوه زیبا (نام علمی: Dipterocarpus gracilis) نام یک گونه از سرده دوبال‌میوه‌ها است.